# Irinej Bulović

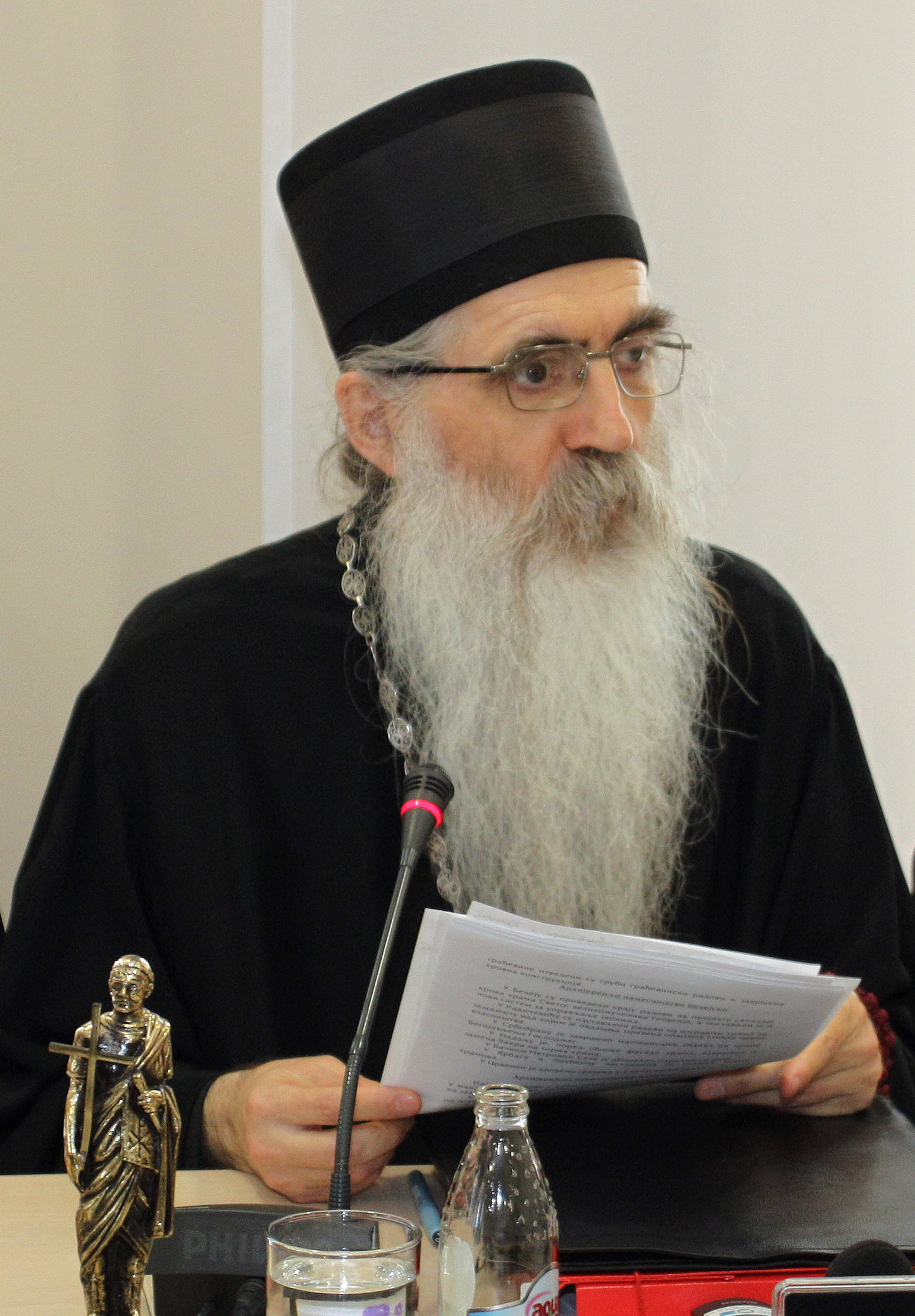
Bischof Irinej Bulović

Irinej (serbisch-kyrillisch Иринеј, bürgerlich Mirko Bulović, Мирко Буловић; * 11. Februar 1947 in Stanišić) ist Bischof der serbisch-orthodoxen Eparchie Bačka in Novi Sad sowie Professor an der Theologischen Fakultät der Universität Belgrad. Von 2011 bis 2014 war er zudem als Gründungsadministrator der neu gegründeten Diözese Österreich-Schweiz eingesetzt.
Der Herausgeber der theologischen Zeitschrift „Beseda“ (Ansprache) gilt als führender Intellektueller der Serbisch-orthodoxen Kirche. Er ist u. a. Mitglied des serbischen Schriftstellerverbandes, des Zentralkomitees der Konferenz Europäischer Kirchen, sowie der Panorthodoxen Kommission für den Dialog mit der Römisch-Katholischen sowie der Evangelischen Kirche.

## Leben

### Studium
Mirko Bulović graduierte 1969 an der Theologischen Fakultät der Serbisch-orthodoxen Kirche in Belgrad. Sein spiritueller Vater Justin Popović verlieh ihm den geistlichen Namen Irinej. Zum Diakon ordiniert, lebte er zwei Jahre im montenegrinischen Kloster Ostrog. 1970 folgte ein Promotionsstudium an der Theologischen Fakultät der Universität Athen, das er 1980 mit einer Promotion zum Thema „Glaube im Faschismus“ abschloss. Während seines Studiums besuchte er auch das Institut de Théologie Orthodoxe Saint-Serge in Paris.

### Bischof von Bačka
1989 ernannte ihn Patriarch German zu seinem Vikar und wenig später zum Bischof der Eparchie Bačka. Sein Amt trat er am 24. Dezember 1990 an.

### Streit um ökumenische Bestrebungen

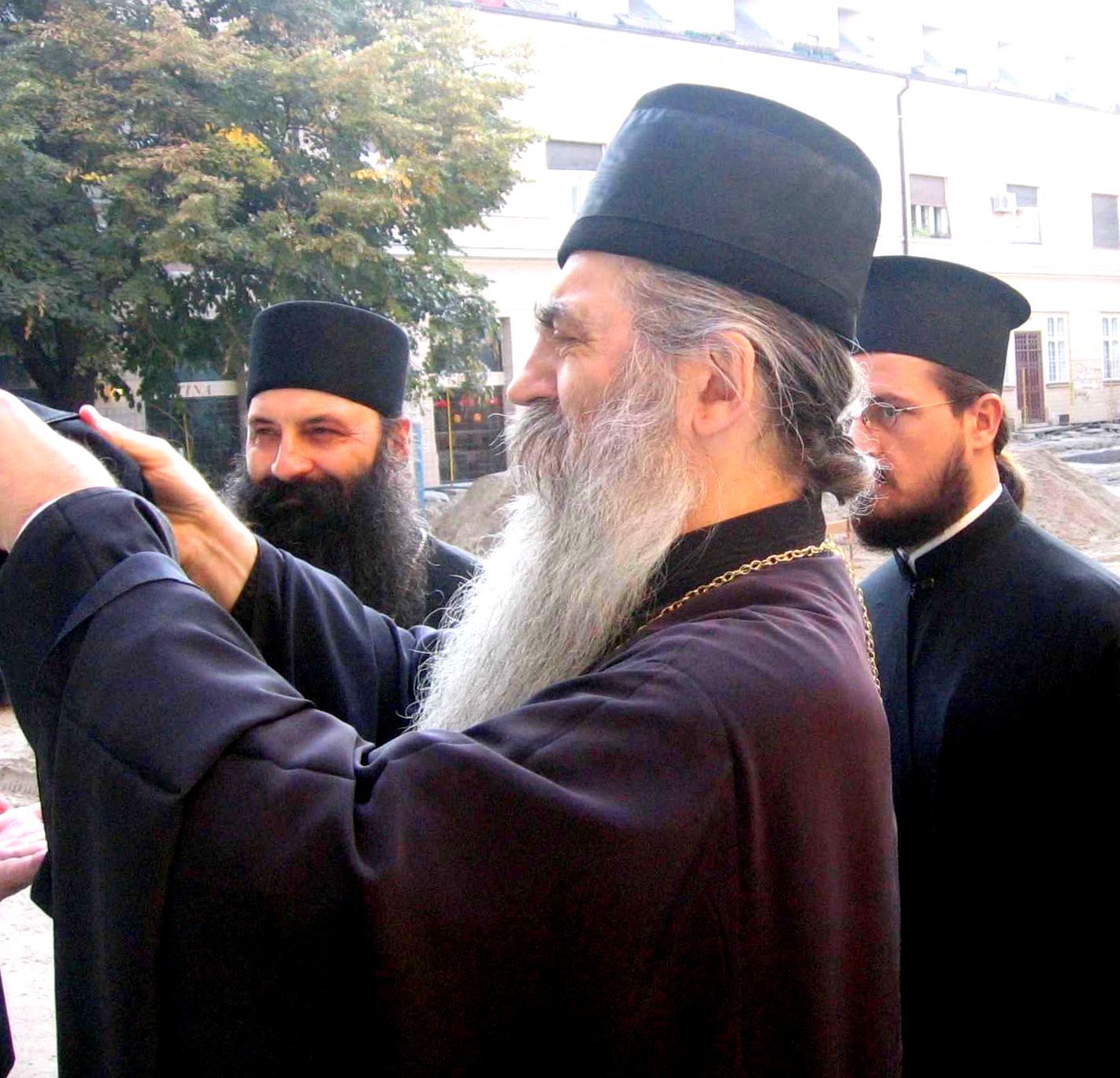
Irenej bei einem ökumenischen Treffen

Bischof Irenej Bulović gilt als entschiedener Verfechter der Ökumene, bereits in den 1990er Jahren, in denen diese insbesondere im konservativen Lager einen außerordentlich schweren Stand hatte.
Als Irenej 1996 für Christoph Schönborn, Kardinal von Wien, einen Empfang organisierte, geriet er unter massiven Druck. Um die 300 Priester und Mönche schrieben einen Brandbrief an die Heilige Synode, diese möge gegen das ökumenische Treiben des Bischofs Irenej Bulović einschreiten. In anklagendem Ton drückten sie ihre Sorge aus, „ihre Seele zu verlieren, indem sie von solchen Bischöfen geführt werden.“ Nichtorthodoxe, mit denen sich Bischof Irenej sowie Bischof Lavrentije von Šabac-Valjevo im Rahmen der Ökumene getroffen hatten, wurden mit Pseudochristen, Heiden und Sektierern gleichgesetzt, und der Aufbau des neuen Theologie-Institutes in Belgrad als Schule der Häresie kritisiert.

### Kontroverse Rolle im Kosovo-Friedensprozess
Im Juni 2006 berichtete der damals designierte Bischof von Australien und Neuseeland, Irinej Dobrijević in einem vertraulichen Gespräch dem damaligen US-Botschafter in Serbien-Montenegro, Michael C. Polt über die Rolle seiner Bischofskollegen im Kosovo-Friedensprozess. Dem durch WikiLeaks bekanntgewordenen Gesprächsprotokoll zufolge, werde Irinej Bulović zwar als moderat wahrgenommen, da er in Wien stets das Richtige sage. Im Kreis seiner Bischofskollegen kehre er jedoch zu einem Hardliner-Kurs zurück und arbeite sogar gemeinsam mit Regierungsbeamten daran, moderatere Stimmen in der Kirche ruhigzustellen.

### Nachfolge des Patriarchen Pavle
Nach dem Tod des Patriarchen Pavle galt Bischof Irenej Bulović als aussichtsreicher Kandidat für die Nachfolge auf dem höchsten Amt der serbisch-orthodoxen Kirche. Die nach dem apostolischen Wahlverfahren durchgeführte Wahl am 22. Januar 2010 konnte jedoch der gleichnamige Bischof Irinej von Niš für sich entscheiden und wurde Tags darauf als neuer Patriarch inthronisiert.

### Aufbau der Diözese Österreich-Schweiz
2011 wurde Irinej Bulović zum Gründungsdirektor der neu gegründeten Diözese Österreich-Schweiz berufen. Er nahm dort bis zum Amtsantritt von Bischof Andrej Ćilerdžić im Jahr 2014 auch die Aufgaben eines kommissarischen Bischofs wahr.